# Soulaire-et-Bourg
Soulaire-et-Bourg è un comune francese di 1 416 abitanti situato nel dipartimento del Maine e Loira nella regione dei Paesi della Loira.

## Società

### Evoluzione demografica
Abitanti censiti